# Metazygia lazepa
Metazygia lazepa là một loài nhện trong họ Araneidae.
Loài này thuộc chi Metazygia. Metazygia lazepa được Herbert Walter Levi miêu tả năm 1995.